# In vitro

In vitro (u prevodu s latinskog unutar stakla) se odnosi na eksperimentalne biološke studije koje se sprovode koristeći komponente organizma koje su bile izolovane iz njihovog uobičajenog biološkog konteksta, da bi omogućila detaljnija ili podesnija analiza nego što bi bilo moguće sa celim organizmom. Kolokvijalno, ti eksperimenti se obično nazivaju „eksperimentima u epruveti“. Suprotno, termin in vivo se odnosi na rad koji se sprovodi na živim organizmima u njihovom normalnom, netaknutom stanju, dok se ex vivo odnosi na studije na funkcionalnim organima, koji su odvojeni od organizma.
Uobičajeni primeri in vitro eksperimenata su (a) ćelije izvedene iz višećelijskog organizma (ćelijske kulture ili kulture tkiva), (b) subćelijske komponente (npr. mitohondrije ili ribozomi), (c) ćelijski ili subćelijski ekstrakti (npr. pšenične klice ili retikulocitni ekstrakti), ili (d) prečišćeni molekuli u epruveti (često proteini, DNK, ili RNK, bilo individualno ili u kombinaciji).